# البحر (رواية)
البحر (بالإنجليزية: The Sea)‏ هي رواية للكاتب الأيرلندي جون بانفيل، نشرت عام 2005، عن دار نشر بيكادور، وفازت بجائزة بوكر عام 2005.

## روابط خارجية
- البحر (رواية) على موقع الموسوعة البريطانية (الإنجليزية)